# Kemeten
Kemeten [ˈkɛmɛtn̩] (ungarisch Vaskomját, Komját; Romani Kemeta) ist eine Gemeinde mit 1539 Einwohnern (Stand 1. Jänner 2025) im Bezirk Oberwart im Burgenland in Österreich.

## Geografie

### Geografische Lage
Die Gemeinde liegt im Südburgenland am Beginn des Stremtales. Kemeten ist der einzige Ort in der Gemeinde.
Es fließen die Strem, der Burggrabenbach, der Hartelsbach und der Langerwieserbach durch Kemeten.
Die Gemeinde liegt auf einer Höhe von ca. 305 m ü. A.
| Deutscher Ortsname | Ungarischer Ortsname | Romani Ortsname |
| ------------------ | -------------------- | --------------- |
| Kemeten            | Vaskomját            | Kemeta          |

### Eingemeindungen
Der frühere Gemeindeverbund mit Litzelsdorf (Lódós) wurde in den 1970er Jahren gelöst.

### Nachbargemeinden
| Markt Allhau | Oberwart                                    |           |
| Wolfau       | Kompassrose, die auf Nachbargemeinden zeigt | Unterwart |
|              | Litzelsdorf                                 |           |

## Geschichte
Erstmals wurde der Ort Kemeten im Jahre 1475 urkundlich erwähnt. Von kleineren Scharmützeln mit der Oberwarter (Felsőőr) und Unterwarter kleinadeligen Bevölkerung wird um das Jahr 1482 berichtet. Es ging dabei um die exakte Verlegung der Hottergrenze im Streit mit Georg Baumkirchner. Dieser ließ die Kemeter Bevölkerung, nach vorheriger Verdrängung durch die Ober- und Unterwarter, wieder rund zehn Joch (drei Hektar) in Richtung Oberwart roden und bewirtschaften. (Sollte somit der Name „Kraufanger“, der sich auf Rodungsarbeiten bezieht, welche nur als Vorwand zum Fangen einer Krähe gedient haben sollen, bereits auf das Jahr 1482 zurückgehen?) Im Jahre 1496 wurde diesbezüglich in Eisenburg der Prozess gemacht und den Oberwartern wurde vom Richter Peter Vingarti die Rechtmäßigkeit ihrer Grenze bestätigt. Den Oberwartern wurden allerdings im Prozess sehr gute Kontakte zu den Landesrichtern nachgesagt, welche eine einseitige Entscheidung herbeigeführt hätten, dies führte wiederum zu einigen kleineren Sachbeschädigungen der Kemeter in Oberwart und umgekehrt: 32 Kemeter Weingärten wurden ausgehauen und Vieh von den Weiden vertrieben, im Gegenzug in Oberwart und Unterwart Vieh und Getreide geplündert. Die Türkeneinfälle dieser Zeit verwischen wieder die Spuren.
Mehrmals wechselte das Gebiet im 16. und 17. Jahrhundert den Besitzer. Im 18. Jahrhundert zählte Kemeten zu den sogenannten Kontraktdörfern, das heißt, dass diese Dörfer ihre Leistungen aufgrund von mit der Herrschaft geschlossenen Verträgen erbringen mussten. Da Kemeten ein landwirtschaftlich geprägter Ort war, waren auch die Abgaben in Form von landwirtschaftlichen Erzeugnissen zu erbringen.
Der Ort gehörte wie das gesamte Burgenland bis 1920/21 zu Ungarn (Deutsch-Westungarn). Seit 1898 musste aufgrund der Magyarisierungspolitik der Regierung in Budapest der ungarische Ortsname Vaskomját verwendet werden.
Nach Ende des Ersten Weltkriegs wurde nach zähen Verhandlungen Deutsch-Westungarn in den Verträgen von St. Germain und Trianon 1919 Österreich zugesprochen. Der Ort gehört seit 1921 zum neu gegründeten Bundesland Burgenland (siehe auch Geschichte des Burgenlandes).
Bis zu ihrer Deportation im Jahr 1938 lebten in Kemeten rund 200 Roma. Mit der Machtübernahme der Nationalsozialisten wurde mit ihrer Deportation begonnen, die 1941 abgeschlossen war. Sie wurden im Zigeuner-Anhaltelager Lackenbach interniert oder direkt ins Ghetto Łódź gebracht. Über ihr weiteres Schicksal ist wenig bekannt, allerdings steht fest, dass allein in Auschwitz 47 Roma aus Kemeten ermordet wurden. Nur 5 der 200 Roma kehrten nach dem Krieg wieder nach Kemeten zurück.
Im Oktober 2003 gab es im Gemeinderat einen Antrag auf die Anbringung einer Gedenktafel zur Erinnerung an die ermordeten Roma, der jedoch mit 14 zu 5 Stimmen abgelehnt wurde. Das Abstimmungsergebnis lässt darauf schließen, dass auch mindestens vier SPÖ-Mandatare gegen die Gedenktafel gestimmt haben.

## Kultur und Sehenswürdigkeiten

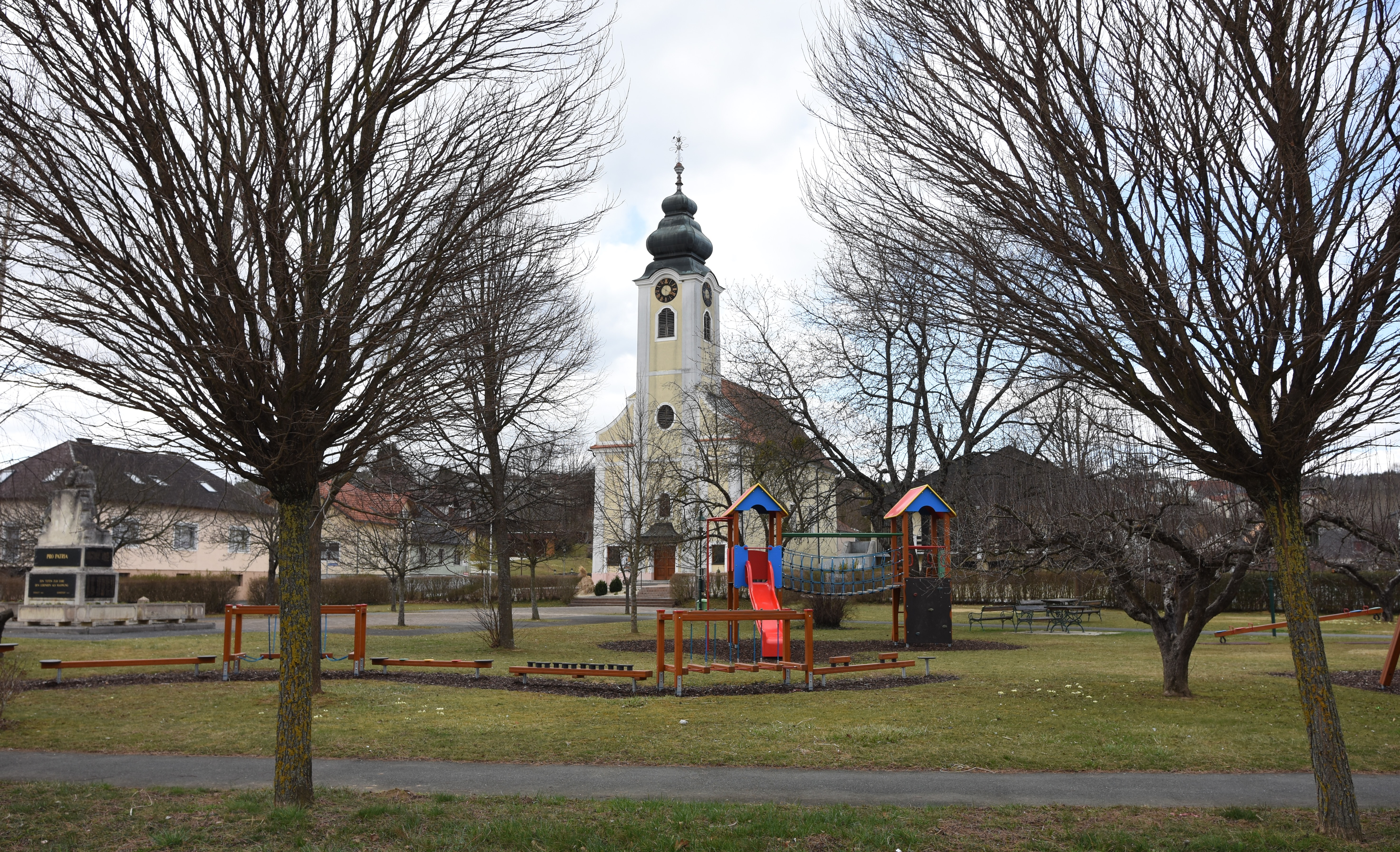
Katholische Pfarrkirche Kemeten

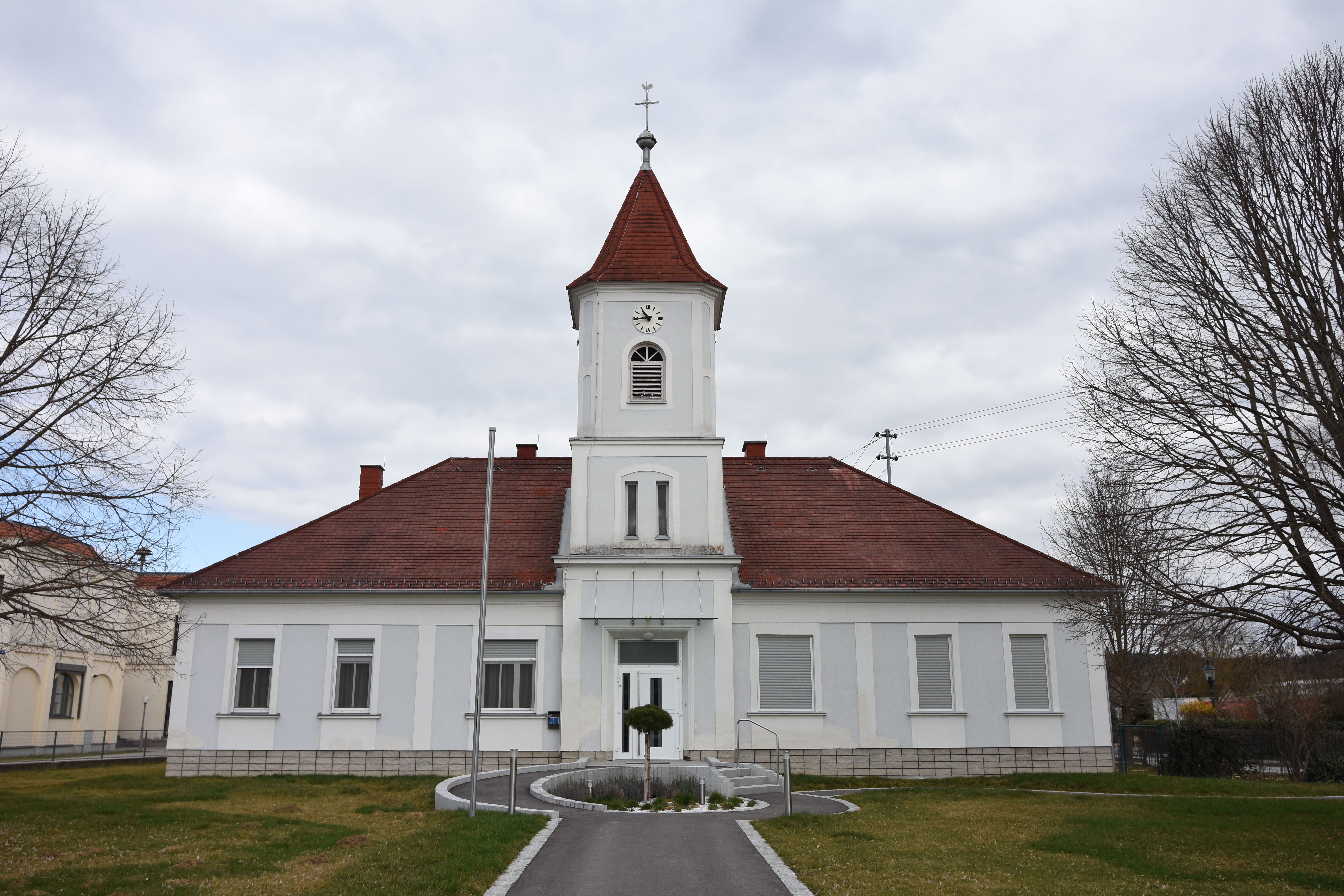
Evangelisches Bethaus Kemeten

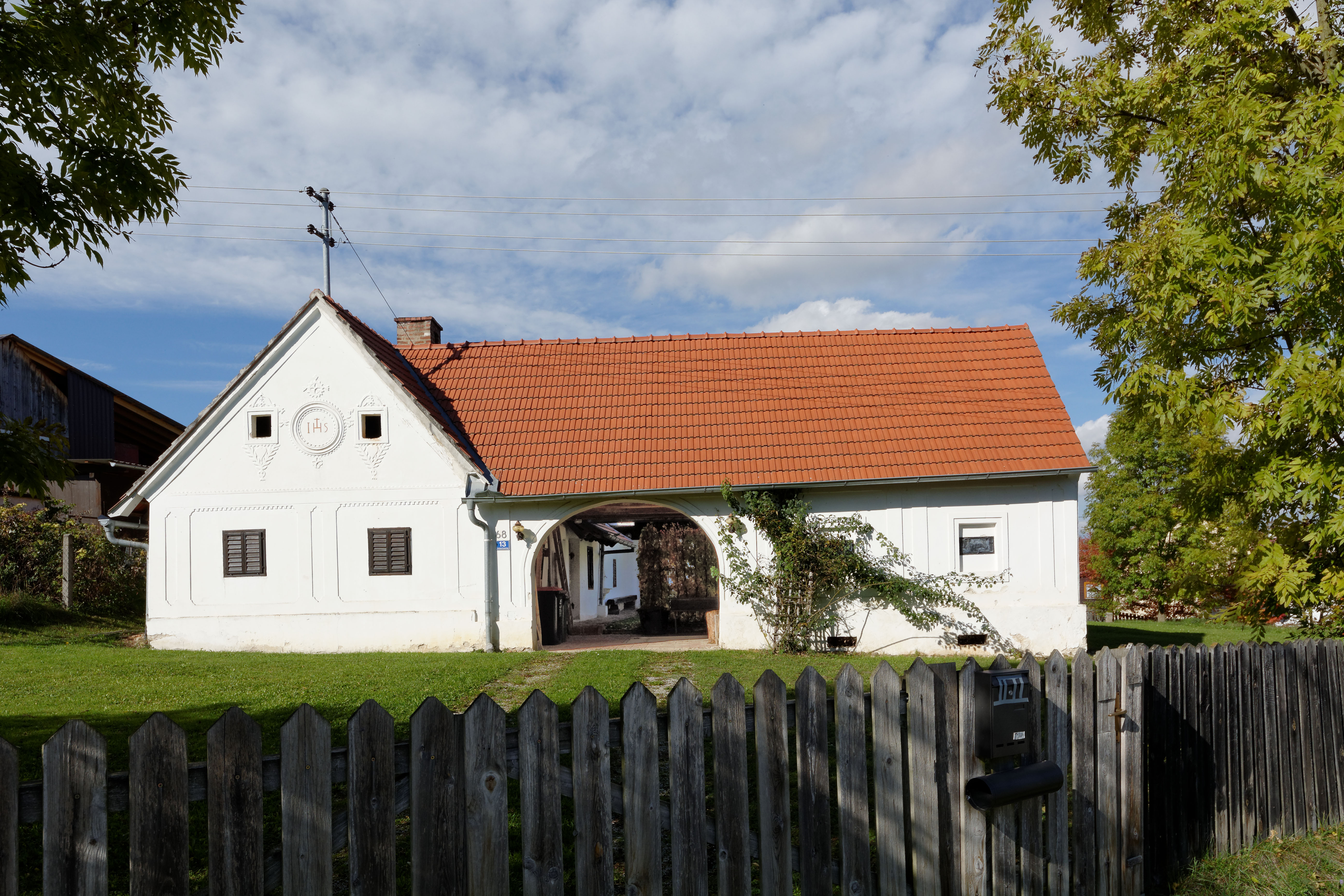
Denkmalgeschütztes Bauernhaus

- Katholische Pfarrkirche Kemeten hl. Nikolaus
- Evangelisches Bethaus Kemeten
- Grenzwächter Rundwanderweg. Ein Wanderweg erstellt im Rahmen des Landes Jubiläums zu 100 Jahre Burgenland durch Zusammenarbeit der Gemeinden Kemeten, Wolfau und des Vereins Naturfreunde Litzelsdorf sowie dem Bundesdenkmalamt und Landesmuseum Burgenland.
- Friedenskreuz, höchste Erhebung der Region
- Wanderhütte der Naturfreunde
- Hubertuskapelle der Jägerschaft
- Saubergkapelle an der Spitze des gleichnamigen Hügels
- „Weidl“ mit Blick über Kemeten bzw. in das Burggrabental

Drehort des STS Videos „Großvater“
- Mariazellerkreuz an der Route der Fußwallfahrer

## Wirtschaft und Infrastruktur
Im Norden der Gemeinde wurde in den Jahren 2001 bis 2005 ein Betriebsgebiet errichtet. Die Anzahl der Produktionsbetriebe nahm von neun im Jahr 2001 auf 17 im Jahr 2011 zu. Die Anzahl der darin Beschäftigten stieg im gleichen Zeitraum von 36 auf 87. Auch die Anzahl der Betriebe sowie die Angestellten im Dienstleistungssektor  verdoppelten sich in diesem Jahrzehnt.
Von 1999 bis 2010 sank die Anzahl der landwirtschaftlichen Betriebe von 68 auf 43, wobei im Jahr 2010 nur vier davon Haupterwerbsbetriebe waren.

## Politik
Der Gemeinderat hat 19 Mitglieder.

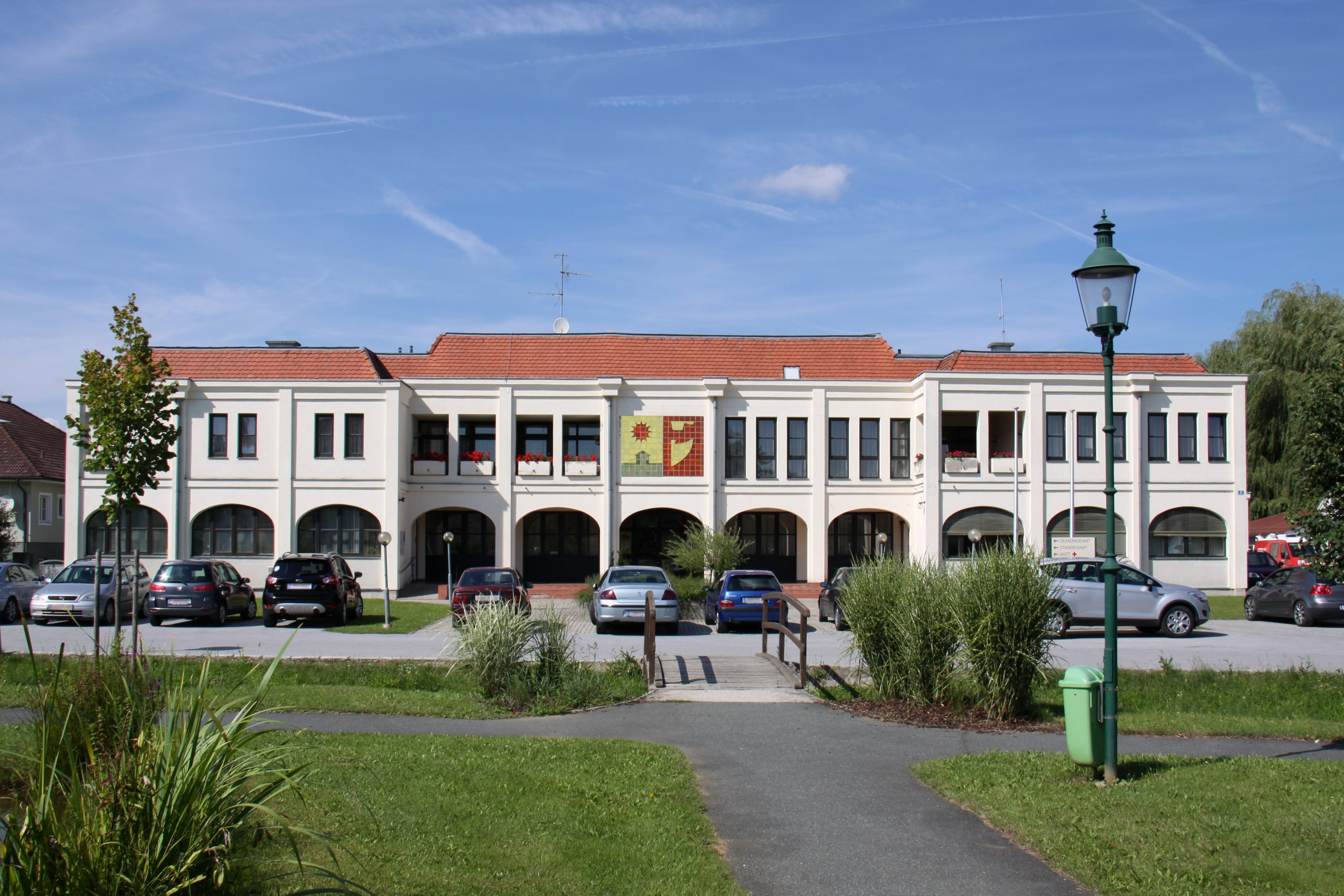
Gemeindeamt Kemeten

- Mit den Gemeinderatswahlen im Burgenland 1997 hatte der Gemeinderat folgende Verteilung: 13 SPÖ und 6 ÖVP.[6]
- Mit den Gemeinderatswahlen im Burgenland 2002 hatte der Gemeinderat folgende Verteilung: 14 SPÖ und 5 ÖVP.[6]
- Mit den Gemeinderatswahlen im Burgenland 2007 hatte der Gemeinderat folgende Verteilung: 12 SPÖ, 6 ÖVP und 1 FPÖ.[7]
- Mit den Gemeinderatswahlen im Burgenland 2012 hatte der Gemeinderat folgende Verteilung: 12 SPÖ, 5 ÖVP und 2 FPÖ.[8]
- Mit den Gemeinderatswahlen im Burgenland 2017 hatte der Gemeinderat folgende Verteilung: 13 SPÖ, 4 ÖVP und 2 FPÖ.[9]
- Mit den Gemeinderatswahlen im Burgenland 2022 hat der Gemeinderat folgende Verteilung: 14 SPÖ, 4 ÖVP und 1 FPÖ.[10]

### Bürgermeister
- 1962–1980 Emmerich Koller (SPÖ)
- 1980–1992 Josef Mühl (SPÖ)
- 1992–2016 Johann Nussgraber (SPÖ)
- seit 2017 Wolfgang Koller (SPÖ)

### Wappen
|  | Die burgenländische Landesregierung hat der Gemeinde Kemeten das Wappen am 7. März 1984 verliehen. Die Verleihungsurkunde wurde am 8. Juni 1985 anlässlich der Eröffnung des neu errichteten Gemeindezentrums im Beisein von Bundespräsident Rudolf Kirchschläger überreicht. Blasonierung: „Schild gespalten von Gold und Rot. In Gold aus grünem Schildfuß ein grünes Haus wachsend, überhöht von einer roten Sonne; in Rot eine goldene Pflugschar, überhöht von einer goldenen Schöpfkelle.“ |

## Persönlichkeiten
- Emmerich Koller (1920–2007), Politiker (SPÖ), geboren in Kemeten
- Emmy Göber (1929–2010), Politikerin (ÖVP), geboren in Kemeten
- Andy Hallwaxx (1967–2023), Schauspieler, Regisseur und Autor
- Johann Paul (1883–1961), Land- und Gastwirt sowie Politiker (Landbund), geboren in Kemeten
- Herbert Schügerl (* 1948), Künstler, u. a. Entwurf Altarbild und Gemeindewappen
- Otto Hörist (1934–2021), Prof. Mag., EKR, Päpstlicher Ehrenkaplan (Msgr.), Pfarrer von Kemeten
- Fidelis Krautsack (1915–1997), Priester, Kapuziner, Missionar, Professor, aufgewachsen in Kemeten

### Sachbücher
- Dieter Mühl: Die Roma von Kemeten. Den verschleppten und ermordeten Roma von Kemeten.Edition LexLiszt 12, Oberwart 1999, ISBN 3-901757-11-2.
- Otto Hörist: 500 Jahre Gemeinde Kemeten. Ein Beitrag zur Geschichte des Ortes und der Pfarre. (Eingereicht als Diplomarbeit für die Verleihung Magister der Theologie)
- Emmerich Koller: 120 Jahre Freiwillige Feuerwehr Kemeten 1880–2000.
- Thomas und Ulrike Hochwarter: Von der Gyepű-Zone zur steirisch-burgenländischen Landesgrenze. ISBN 978-3-20010-229-3.

### Belletristik
- Johann Heschl: Namaste, eine kranke Seele Österreichs. Roman. Novum-Verlag, Wien 2005, ISBN 3-900693-60-9.
- Manuel Paul: Tödlicher Süden. Novum-Verlag, Wien 2008, ISBN 978-3-85022-302-7.